# Matthew Fontaine Maury
Matthew Fontaine Maury (ur. 14 stycznia 1806 w Fredericksburgu, zm. 1 lutego 1873 w Lexington) – amerykański oficer marynarki, astronom, historyk, oceanograf, meteorolog i kartograf.

## Życiorys
Jest uznawany za ojca współczesnej oceanografii i meteorologii morskiej. W latach 1843–1847 opracował pierwsze mapy Oceanu Atlantyckiego przeznaczone dla żaglowców, które pozwoliły znacznie skrócić czas potrzebny na pokonanie oceanu. Maury miał wielki wkład w skatalogowanie i naniesienie na mapy wiatrów i prądów morskich oraz stworzenie optymalnych szlaków żeglugi dla żaglowców.
Był także inicjatorem pierwszej ogólnoświatowej konferencji meteorologicznej, która odbyła się w Brukseli w 1853 roku.
W czasie wojny secesyjnej, jako pochodzący z Wirginii, wspierał Konfederację.